# Damnatio ad bestias

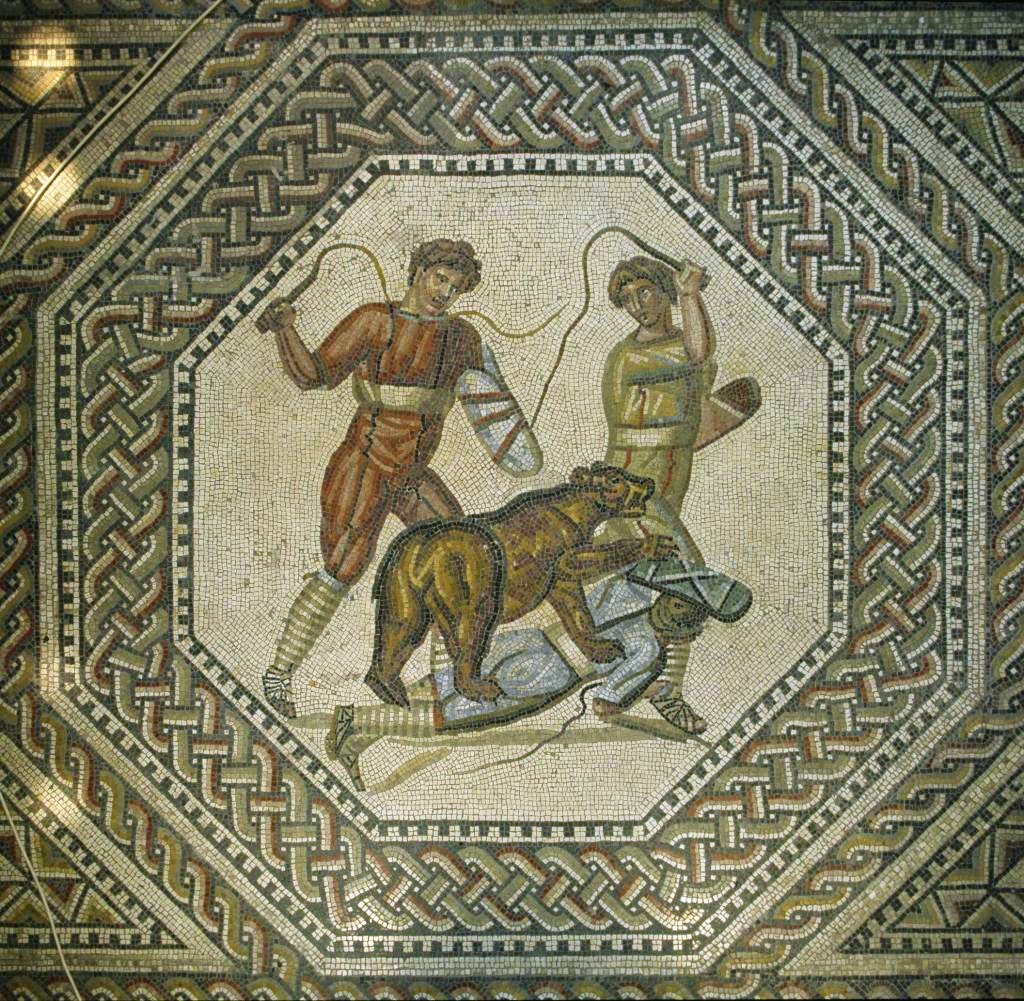
Walka bestiarii z niedźwiedziem, rzymska mozaika

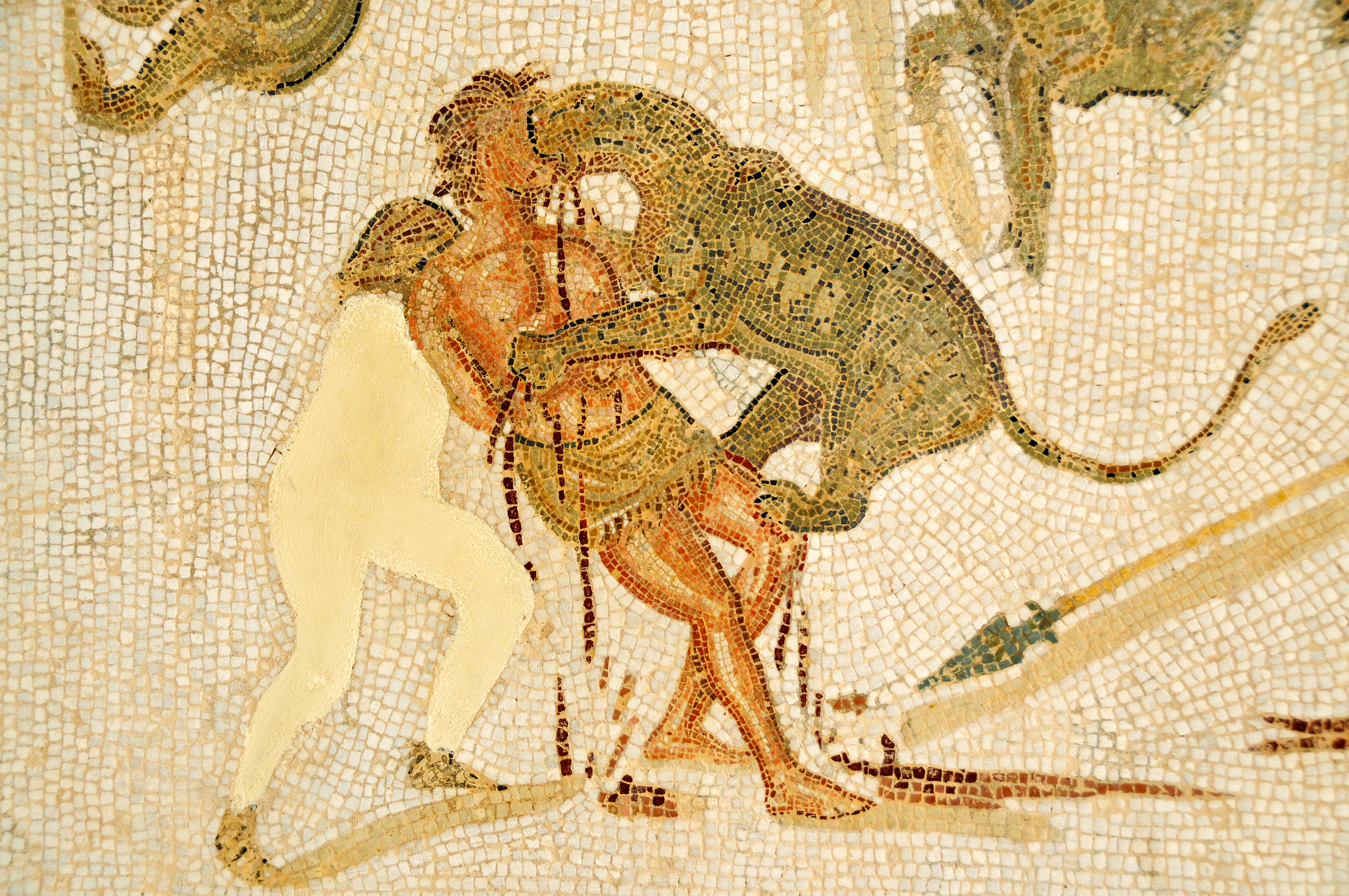
Zwierzęta zabijające człowieka na arenie, mozaika z III w. n.e. (Tunezja)

Damnatio ad bestias – metoda wykonania kary śmierci, niekiedy traktowana jako osobna forma kary, praktykowana w starożytnym Rzymie, polegająca na zmuszeniu skazanego do walki z dzikimi zwierzętami na arenie.

## Historia
Damnatio ad bestias stanowiło jedną z gałęzi popularnych w czasach rzymskich rozrywek określanych jako venationes. Do innych form zmuszania ludzi do walki na arenie należały damnatio ad gladium ludi oraz damnatio in ludum. Ad bestias stosowano najpewniej od 2. połowy II w. p.n.e. Prawdopodobnie stanowiło implementację wschodnich praktyk, o czym mogą świadczyć opisy Salustiusza i fragmenty Starego Testamentu. Niewykluczone, że Rzymianie przejęli tę formę zadawania śmierci od Kartagińczyków bądź Numidyjczyków. Ad bestias w pierwszym okresie stanowiło element wojskowego systemu kar. Początkowo karę stosowano wobec zbiegów z wojska i jeńców wojennych, tych jednak tylko, którzy nie byli obywatelami rzymskimi. Pierwszym potwierdzonym historycznie przypadkiem damnatio jest rzucenie przez Lucjusza Emiliusza Paulusa na pastwę dzikich zwierząt dezerterów ze swojej armii (167 p.n.e.). Podobne igrzyska wraz z egzekucją zdrajców urządził w 146 p.n.e. jego syn, Scypion Afrykański. Wiadomo też, że po upadku drugiego powstania sycylijskiego prokonsul Akwiliusz zamierzał rzucić ocalałych niewolników na pożarcie zwierzętom.

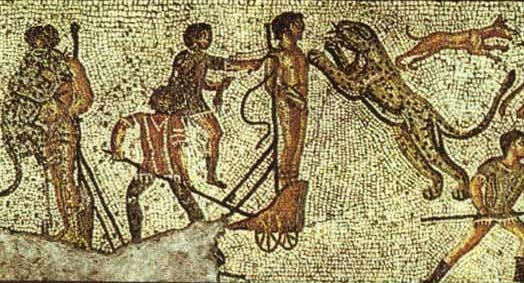
Gladiatorzy i skazańcy walczą ze zwierzętami, mozaika z Zalitan (Libia)

Z I w. p.n.e. pochodzą pierwsze wzmianki źródłowe o uśmiercaniu poprzez damnatio, przy okazji igrzysk, pospolitych przestępców. Źródła do tego okresu stanowią m.in. niektóre pisma Cycerona. Pompejusz Wielki w ramach wystawianych przez siebie igrzysk zorganizował starcie skazańców ze słoniami. Najprawdopodobniej początkowo damnatio przy okazji venationes nie oznaczało rzucania przeciwko zwierzętom bezbronnych ludzi; otrzymywali oni pewne przeszkolenie i wyposażenie. Z przyczyn logistycznych ad bestias można było organizować wyłącznie przy okazji igrzysk i wówczas mogło ono stanowić formę wykonania wyroku. Jednocześnie jako forma publicznej rozrywki damnatio ad bestias stanowiło element polityki społecznej. Z reguły karę tę wymierzano sprawcom najcięższych przestępstw. Uznawano ją za równorzędną pod względem surowości karom ukrzyżowania bądź spalenia.

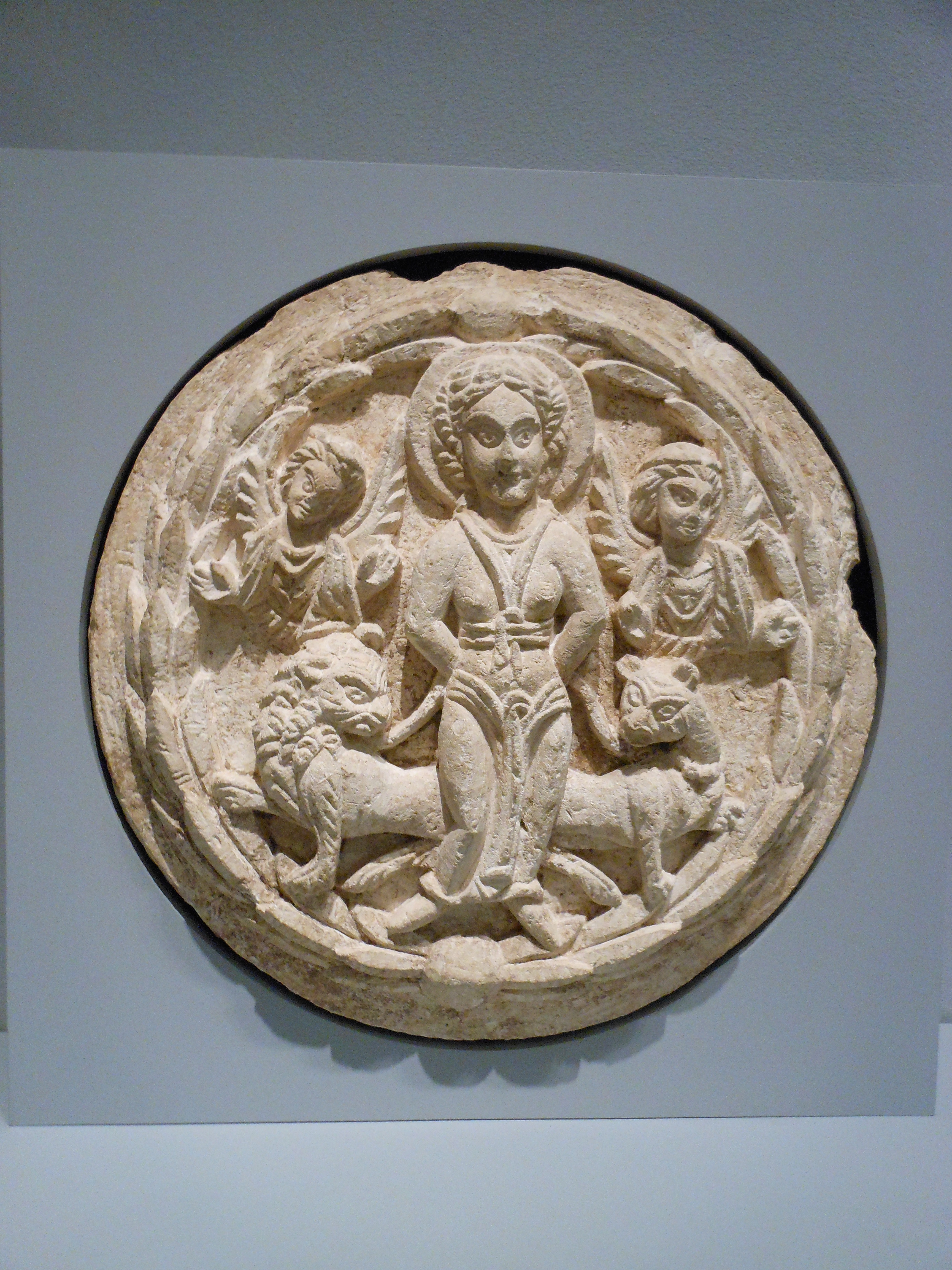
Św. Tekla i dzikie zwierzęta

Damnatio ad bestias jako popularny sposób wykonywania wyroków śmierci niewolników i humiliores zyskało popularność w czasach Augusta, a w każdym razie znajduje z tego okresu więcej poświadczeń źródłowych. Wciąż jednak unikano stosowania tej kary wobec obywateli rzymskich, wobec których najczęściej starano się stosować bardziej honorowe ścięcie. Skazywanie honestiores uznawano z reguły za nadużycie władzy. Praktyki ad bestias i ogólnie venationes były ostro krytykowane przez niektórych myślicieli i pisarzy epoki, m.in. przez Petroniusza i Senekę. Historyk prawa Przemysław Kubiak zwrócił uwagę na fakt, że w czasach klasycznych kara damnatio ad bestias, mimo iż powszechna, nie została w żaden sposób oficjalnie skodyfikowana w żadnym z ówczesnych zbiorów praw. Jej obecność w kodyfikacji notuje się dopiero w czasach Justyniana Wielkiego. Świadectwa przeprowadzania venationes wraz z egzekucjami notuje się jeszcze w VI wieku n.e.

## Przebieg egzekucji
Zachowane źródła pozwalają częściowo zrekonstruować przebieg damnatio ad bestias w okresie późnorzymskim. W przeddzień wydarzenia urządzono defiladę, w której prezentowano zwierzęta i skazańców. Skazanych oznaczano tabliczkami z wypisanymi na nich przestępstwami, które popełnili. Przed wykonaniem wyroku ofiary niekiedy torturowano. Najczęściej wykorzystywanymi zwierzętami były lwy, dziki, niedźwiedzie, lamparty czy nosorożce. Zwierzęta drażniono dodatkowo rozgrzanymi prętami i biczami. Skazańcy niekiedy byli wpuszczani na arenę pojedynczo, niekiedy w grupach, czasami przywiązywano ich do pala bądź innej konstrukcji, aby utrudnić ucieczkę. Zdarzało się, że otrzymywali broń. Sytuacje ułaskawienia zdarzały się rzadko; z reguły przestępców wystawiano przeciw zwierzętom do skutku, tj. do śmierci. Z czasem wprowadzano do egzekucji inne formy urozmaicenia, np. inscenizując różnego typu przedstawienia historyczne, mitologiczne czy fabularyzując starcia na rekonstrukcje bitew.